# Kopácsi Sándor
Kopácsi Sándor (Miskolc, 1922. március 5. – Toronto, 2001. március 2.) rendőrtiszt, az 1956-os forradalom idején Budapest rendőrfőkapitánya, a Nemzetőrség helyettes főparancsnoka (Király Béla helyettese), később Nagy Imre perének életfogytiglanra ítélt hatodrendű vádlottja.
Magát „nemzeti kommunista”-ként határozta meg. Az erőszakmentes konfliktusmegoldás híve volt, emellett legfőbb értéknek az embert tartotta.

## Élete 1956-ig
Édesapja, aki vasesztergályosként dolgozott, 1919-ben, a Tanácsköztársaság idején vöröskatona volt, aki a Tanácsköztársaság bukása után a Szociáldemokrata Párt vezetőségi tagja lett.
Kopácsi Sándor követte a család politikai hagyományait. Tizenöt évesen nyilasellenes akcióban vett részt, és comblövést kapott.
Miskolcon végezte a négy reálgimnáziumot és a fémipari szakközépiskolát.
1940 és 1945 között a Dimávag esztergályosa volt, közben az SZDP miskolci szervezetének vezetőségi tagja.
1945-ben belépett a Magyar Kommunista Pártba, és még ebben az évben rendőrtiszt lett. A tiszti iskola és két pártiskola elvégzése után 1949-ben a pártközpont karhatalmi osztályán kapott beosztást, és még ugyanebben az évben kétéves pártfőiskolára küldték. A pártfőiskola után a rendőrségi pártapparátus élére került. 1952-ben Budapest rendőrfőkapitányává nevezték ki. 
Hamar felismerte a rendszer hibáit.

## Szerepe a forradalomban
A szovjet kommunista párt, az SZKP 1956 februárjában tartott XX. kongresszusa után Kopácsi Sándor egy rendőrségi pártértekezleten nyíltan bírálta Rákosi Mátyást. A júniusi, vérengzésbe torkolló poznańi munkásfelkelést követően egy közös honvédségi-rendőrségi értekezleten pedig másokkal együtt kijelentette, hogy Magyarországon nem lőnének a népre.
1956. október 31-én, amikor a kommunista Magyar Dolgozók Pártja Magyar Szocialista Munkáspárttá alakult, és a hétfős vezetésbe (új neve: Ideiglenes Intézőbizottság) négy új ember került, Kopácsi is tag lett.
Kopácsit 1956. november 1-jén a Kilián laktanyában választotta a Karhatalmi Bizottság Király Béla a Nemzetőrség parancsnoka helyettesévé.

## A forradalom leverése után
A forradalom leverése után, 1956. november 5-én Ivan Szerov szovjet hadseregtábornok tartóztatta le a sashalmi laktanyában mentelmi joga ellenére, azzal, hogy Budapest legmagasabb fájára fogják felakasztani, amiért október 23-án goromba volt vele. November 9-től négy napot a Szovjetunió nagykövetségének börtönné alakított alagsorában töltött más foglyokkal együtt. A kínzások során csuklójába fúródott szögek nyomát élete végéig viselte.
A Fő utcai börtönben szem- és fültanúja volt Losonczy Géza tragédiájának, aki a börtönben éhségsztrájkba kezdett, majd tisztázatlan körülmények között meghalt.
A Nagy Imre-per során Kádár János, aki november 2-áig Nagy Imrével egyetértően nyilatkozott, azt kívánta bizonyítani, hogy a Maléter Pál vezetése alatt álló hadsereg és Kopácsi Sándor rendőrségének árulása kényszerítette erre. (Ez Nagy Imrének is alkalmat adott volna az utólagos elhatárolódásra, amit azonban ő nem tett meg.)
A per első tárgyalását 1958. február 6-án tartották, de ezt félbeszakították, mert a vádlottak nem ismerték el bűnösségüket. A második tárgyalás június 9-én kezdődött, az ítéleteket június 15-én kihirdették, és a halálos ítéleteket másnap hajnalban végre is hajtották a Gyűjtőfogház udvarán. Kopácsi hatodrendű vádlottként volt jelen a Nagy Imre-perben, melyben végül nem ítélték halálra. (A háttérben Kádár segítségét sejtette.)
1958 augusztusában, miután csaknem két évig volt magánzárkában, Vásárhelyi Miklóssal került közös zárkába a Gyűjtő Kisfogházban. 1959 májusában a Váci Országos Börtönbe vitték. Itt Bibó Istvánnal és Rácz Sándorral osztozott egy szűk zárkán. 1960 szeptemberében egy zárkába helyezték a két postarabló Sziklai-fivérrel, akiket 1952-ben ő fogott el. A bűnözők nem bántották, sőt karácsonyra élelmiszerrel ajándékozták meg.
1963. március 25-én szabadult. Édesapja temetésére ért haza, akit ötödik szívtrombózisa egy nappal fia szabadulása előtt ölt meg. Szabadulása után fizikai munkásként dolgozott, majd jogi diplomát szerezhetett, de végzettségének megfelelő munkát nem kapott.
1975-ben kivándorolt Magyarországról, és Kanadában telepedett le. Fizikai munkásként dolgozott 1987-es nyugdíjba vonulásáig. 1989-ben megkapta a Világ Igaza kitüntetést.

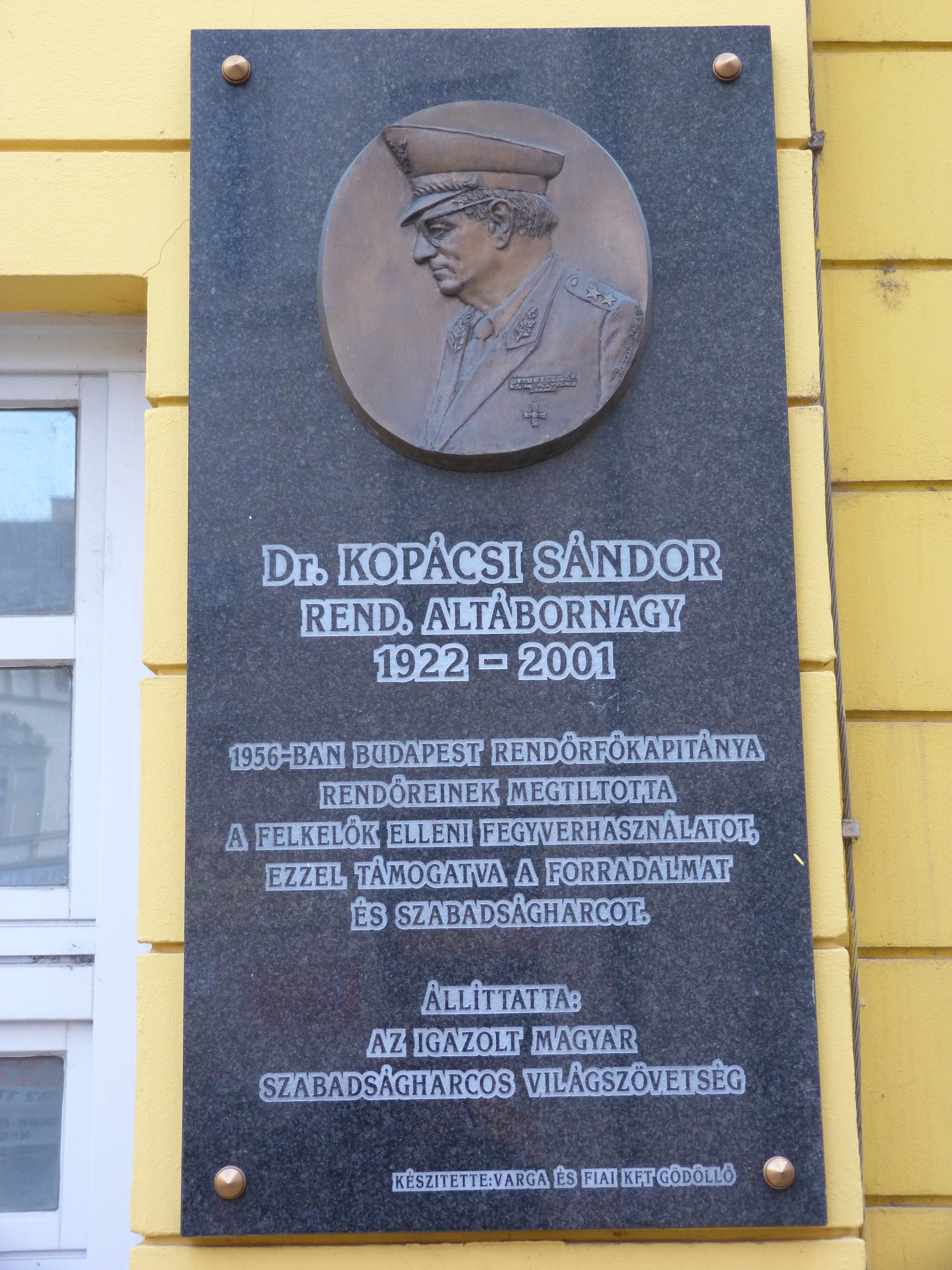
Kopácsi Sándor emléktáblája Budapest, VIII., Corvin köz 1.
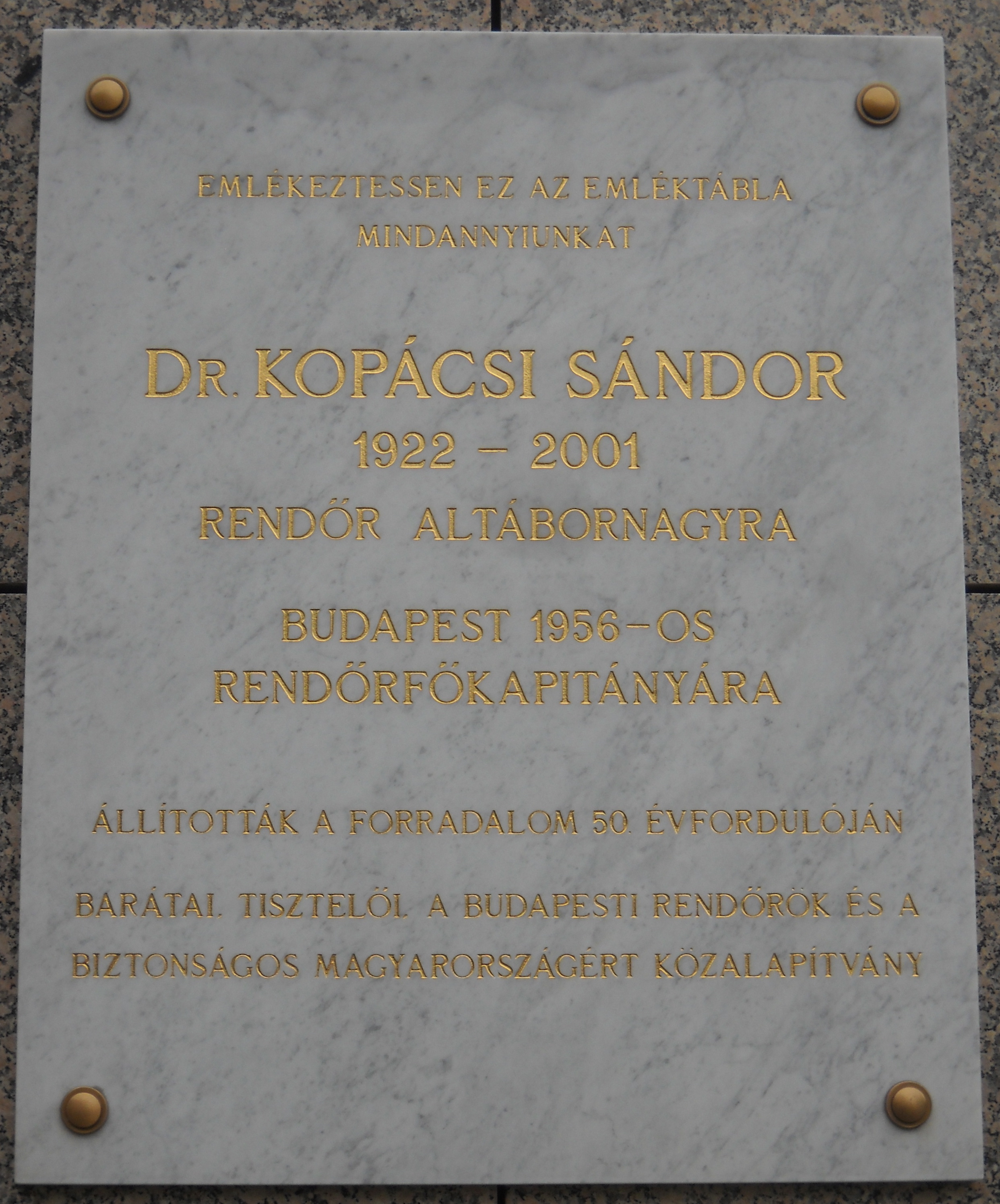
Kopácsi Sándor emléktáblája a Teve utca 4. szám alatt
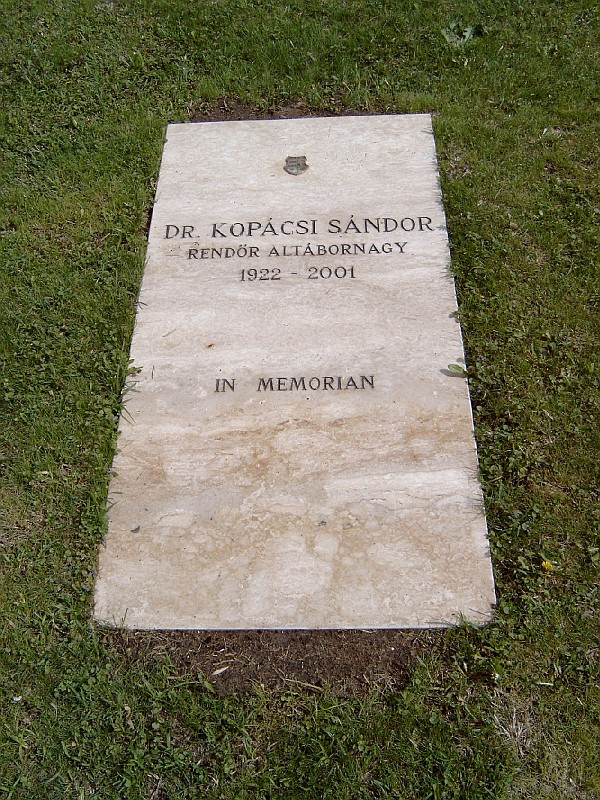
Kopácsi Sándor sírja Budapesten. Új köztemető: 300.

## A diktatúra után
A rendszerváltás idején visszatért Magyarországra, részt vett Nagy Imre újratemetésén, sőt Méray Tibor és ő búcsúztatta a miniszterelnököt.
Jogi, erkölcsi és anyagi kárpótlásban részesült, bár ez utóbbit csak részben használta fel. Rendfokozatát visszakapta, később altábornaggyá léptették elő.
A továbbiakban idejét részben Magyarországon töltötte, és aktív közéleti tevékenységet folytatott, de távol maradt a pártpolitikától. Tagja, vezetője lett több 56-os szervezetnek (Történelmi Igazságtétel Bizottság, Nagy Imre társaság) és az Országos Polgárőrszövetségnek. Számos állami és egyéb kitüntetésben és díjban részesült.
2000-ben hajlott kora miatt visszaköltözött gyermekei közelébe Kanadába, ahol 2001 márciusában családi körben hunyt el.

## Művei
- Az 1956-os magyar forradalom és a Nagy Imre per. Magyar Öregdiák Szövetség–Bessenyei György Kör, New Brunswick, 1979 (Tanuk – korukról sorozatban)
- Au nom de la classe ouvrière – emlékirata, először külföldön, franciául jelent meg  (A munkásosztály nevében) címen (1979),[4] később a könyvet több nyelvre is lefordították
- Életfogytiglan; Bibliotéka, Nyíregyháza, 1989, ISBN 9630273381[5]